# Suzanne Pagé
Pour les articles homonymes, voir Pagé.
Suzanne Pagé est une conservatrice et historienne de l’art française. Elle est actuellement directrice artistique de la fondation Louis-Vuitton.

## Biographie
Diplômée en lettres classiques et d'histoire de l’art, elle suit des cours à l'école du Louvre et à l'École pratique des hautes études.
Entrée au musée d'Art moderne de la ville de Paris en 1966, elle devient responsable de l’ARC (animation-recherche-confrontation) en 1973, au sein de l'équipe responsable du Musée, en 1973, poste qu’elle occupe jusqu’en 1988. Suzanne Pagé est ensuite devenue la directrice de cette institution jusqu’en 2006. Son action a notamment visé à renforcer l’identité propre du Musée, en affinant la politique des collections et en mettant en place des expositions spécifiques, telle que l'exposition consacrée à Mark Rothko en 1999. Elle s’est attachée à privilégier la recherche et la découverte, tant sur le plan historique que contemporain. Cette vocation s’est concrétisée via une reconnaissance et une promotion soutenues aux artistes émergents. Elle a également ouvert le Musée à l’esprit européen, au travers d’une lecture renouvelée de l’histoire de l’Art moderne, un des exemples marquants étant l'exposition Traversée en 2001, consacrée à l'émergence de nouvelles tendances artistiques à travers 23 artistes et personnalités. 
Reconnue internationalement, elle a participé à plusieurs jurys nationaux et internationaux, et a été deux fois Commissaire de la Biennale de Venise, en 1986 et 2005.
Depuis 2006, elle est directrice artistique de la fondation Louis-Vuitton, présidée par Bernard Arnault et inaugurée en octobre 2014. Elle en a constitué les collections, défini la politique de ses expositions et établi la programmation culturelle. 

### Carrière
- 1973-1988 : Directrice de l’ARC – département Contemporain du musée d'Art moderne de la ville de Paris[4]
- 1986 : Commissaire du Pavillon français de la Biennale de Venise (Daniel Buren)
- 1988-2006 : Directrice du musée d'Art moderne de la ville de Paris
- 1996 : Présidente du jury de la Biennale de Venise (Lion d’Or attribué à Fabrice Hybert)
- 1999 : Exposition Rothko au MAMVP
- 2002 : Membre du jury du prix Hugo Boss à New York (Prix attribué à Pierre Huyghe, Membre du jury spécial de nomination pour la documenta de Kassel
- 2005 : Commissaire du Pavillon français de la Biennale de Venise (Lion d’Or attribué à Annette Messager)
- 2006 : Exposition Bonnard au MAMVP, directrice artistique de la fondation Louis-Vuitton
- 2008 : Art Cologne Award pour l’ensemble de sa carrière

## L’ARC expositions monographiques directrice Suzanne Pagé (sélection)
- 1974 : Annette Messager
- 1974 : Wolf Vostell
- 1976 : Hannah Höch
- 1978 : Nam June Paik
- 1982 : Joan Mitchell
- 1984 : Anselm Kiefer
- 1988 : Sigmar Polke [7]

## Pour approfondir